# Nimr Baqr al-Nimr
Nimr Baqr al-Nimr, también conocido como el Jeque Nimr (árabe:نمر باقر النمر) o Nimr Baqir al-Namr, Nimr Bakir al-Nimr y Nemr Baqir al-Nemr (21 de junio de 1959 - 2 de enero de 2016), fue un clérigo chií opositor del pueblo de al-Awamiyah, Provincia Oriental, Arabia Saudita. En la última década antes de su ejecución se erigió como una de las principales voces contra las autoridades saudíes, denunciando la discriminación histórica de la comunidad chií en Arabia Saudita. Durante las protestas contra el gobierno saudí registradas en 2011-2012, fue considerado por medios internacionales como el clérigo chií con más poder local e influencia entre los jóvenes. Crítico con el régimen saudí, especialmente con la Casa Saud, fue detenido en varias ocasiones.
En 2014 fue juzgado y condenado a muerte en un juicio, según distintas organizaciones internacionales de derechos humanos. El 2 de enero de 2016 fue ejecutado por el régimen saudí, junto a otros 46 condenados a muerte.

## Biografía

### Trayectoria religiosa
Nimr Baqr al-Nimr estudió teología durante diez años en Teherán (Irán), de donde regresó en 1994, y posteriormente en Siria. Inicialmente era seguidor del Gran Ayatolá Mohammad Shirazi y a partir de 2008 fue seguidor del Gran Ayatolá Mohammad Taqi al Modarresi, establecido en la ciudad iraquí de Kerbala.
Según información desvelada por Wikileaks, no militó directamente en ninguno de los dos principales bloques chiíes sauditas: el movimiento Islahiyyah (también llamado Shirazis) y el Hezbollah Saudí.
Al menos desde 2009 dirigía la plegaria del viernes en al-Awamiyah a menudo con posiciones políticas comprometidas, según explicó su hermano a los medios de comunicación tras la ejecución.

### Ideología
Activistas saudíes le describen como una figura moderada que, a pesar de exhibir cierta retórica inflamatoria en sus sermones, nunca se mostró proclive al uso de la violencia contra el Estado. En diversas ocasiones planteó la posibilidad de secesión de la llamada "Provincia Oriental" de Arabia Saudí, de mayoría chií. 
"Desde el momento en el que nacéis", proclamó en 2011, "estáis rodeados por el miedo". "La gente salió a las calles para pedir libertad, dignidad y reformas. No nos importa que nos arresten en pro de los detenidos, ni nos importa siquiera derramar sangre por ellos", dijo Nimr Baqr al-Nimr en un discurso. 
En sus intervenciones públicas eran frecuentes los ataques a la familia real saudí, centrándose en la corrupción y los crímenes cometidos por ella. Tras el fallecimiento del príncipe Náyef bin Abdulaziz 2012, Al Nimr expresó su deseo de que, a la familia real saudí, se le coman los gusanos y sufra en su tumba los tormentos del infierno.

### Cronología de su detención y ejecución
Nimr Baqr al-Nimr fue detenido en varias ocasiones entre 2003 y 2008 por la policía secreta saudí, denominada Mabahith. Fue liberado tras movilizaciones y protestas ciudadanas en al-Awamiyah.
En 2009 empieza a mencionar la posibilidad de una secesión del este de Arabia Saudí, una región mayoritariamente chií, y su fusión con el reino de Baréin, también de mayoría chií.
En octubre de 2011, durante las protestas populares de 2011-2012 contra el gobierno de Arabia Saudí, al-Nimr defendió a los jóvenes manifestantes, asegurando que sus actos respondían a la provocación policial, ya que las fuerzas policiales habían disparado con munición real. El 4 de octubre llamó a la calma entre los manifestantes, rechazando el uso de las armas y asegurando que el arma de la palabra era más fuerte que el plomo.
En enero de 2012, hizo un llamado a las autoridades para "aumentar el derramamiento de sangre", con la predicción de que el gobierno saudí sería derrocado si continuaba su "ofensiva" en contra de los manifestantes. También denunció la detención de manifestantes pacíficos. El diario británico The Guardian lo describió como el clérigo chií local más influyente entre los jóvenes.
En 2012 circuló un vídeo a través de las redes sociales tras la muerte del príncipe heredero saudí Nayef, en el que Nimr lo celebraba. Su hermano considera que su detención fue una venganza por ello.
Considerado "instigador de la insurrección", fue detenido el 8 de julio de 2012. Durante su detención resultó herido en una pierna de un disparo. Las autoridades saudíes aseguraron que Al Nimr y varios acompañantes abrieron fuego primero. Sus partidarios y familia lo negaron en absoluto.
Miles de personas protestaron por su detención, produciéndose durante las protestas dos muertos por los disparos de la policía saudí. 
El 15 de octubre de 2014, al-Nimr fue sentenciado a muerte por un Tribunal Penal Especial de Riad por "terrorismo", "sedición", desobediencia a las autoridades y "tenencia de armas". Amnistía Internacional y Human Rights Watch denunciaron que el proceso judicial contra Al Nimr fue "gravemente irregular". "Nunca se llamó a declarar a testigos a pesar de que eran la única prueba en su contra, lo que viola incluso las propias leyes del país", según Amnistía, que denunció que el clérigo "no contó con los medios básicos para preparar su defensa y que las autoridades no informaron a su abogado de algunas fechas de las comparecencias ante el tribunal".
El 20 de noviembre de 2015, 17 organizaciones internacionales relacionadas con la defensa de los derechos humanos y la libertad religiosa enviaron una carta al Secretario de Estado de EE. UU. John Kerry, urgiéndole a que presionara al rey saudí para evitar la ejecución del jeque y otros tres condenados en relación con las manifestaciones de 2012 en Al Qatif: Ali al-Nimr, Dawud al-Marhoon y Abdullah al-Zaher.

### Muerte
El Ministerio del Interior de Arabia Saudí informó de la ejecución del prominente clérigo chií el sheij Nimr Baqer al-Nimr. Por medio de un comunicado emitido el 2 de enero, la Cartera saudí ha anunciado la ejecución de 47 personas por supuestos cargos de terrorismo, incluido el sheij Nimr Baqer al-Nimr.
Las autoridades saudíes han enterrado al destacado clérigo chií Nimr Baqir al Nimr de "forma secreta", sin informar a su familia sobre el lugar del sepelio, después de haberlo ejecutado ayer en Riad, dijo hoy a Efe un hermano del jeque.

#### Reacciones
Al conocerse las ejecuciones EE. UU. se mostró "preocupado" por un posible empeoramiento de la tensión sectaria entre musulmanes chiíes y suníes. El portavoz del Departamento de Estado, John Kirby, instó al Gobierno saudí a respetar y proteger los Derechos Humanos, que permita la expresión pacífica de la disidencia añadiendo que EE. UU. ha manifestado en otras ocasiones su preocupación por el sistema legal saudí y que ha planteado estas cuestiones al Gobierno saudí a niveles altos.
El Alto Comisionado de la ONU para los Derechos Humanos Zeid Ra'ad Al Hussein emitió un comunicado poniendo en duda el respeto a las garantías procesales en Arabia Saudí y lamentando la ejecución de 47 personas en ese país, especialmente la del clérigo chií opositor Nimr al Nimr. Zeid destacó que el clérigo chií "no estaba acusado de ningún crimen grave", requisito previo que establece la legislación internacional de Derechos Humanos "la pena de muerte puede ser sólo impuesta, en los países donde existe este castigo, si se han cumplido una serie de requerimientos de procedimiento y se ha llevado a cabo un juicio justo", señala la nota en la que además se solicitó a Arabia Saudí una moratoria de todas las ejecuciones e instó a que "trabaje con la ONU y otros organismos internacionales en modos alternativo de lucha contra el terrorismo."
En Irán altos clérigos iraníes han condenado la ejecución del clérigo opositor saudí, el jeque Nimr Baqer al-Nimr por Riad, que ha desoído los reiterados llamamientos internacionales para revocar, por injusto, dicho veredicto de muerte. Entre ellos el jurisconsulto religioso iraní ayatolá Naser Makarem Shirazi, quien considera que la decisión del régimen de Al Saud es, en realidad, una “venganza” por las “derrotas sufridas en Irak, Siria y Yemen” y asegura que la noticia ha conmocionado al mundo musulmán y que sin duda este “crimen” contaba con el parabién de EE. UU. Aduce Makarem Shirazi que, de hecho, considera que el objetivo de esta medida es "provocar una guerra sectaria entre los suníes y chiíes”. También el líder de Irán condena enérgicamente la ejecución en Arabia Saudí del destacado clérigo chií y advierte a las autoridades que pagarán “muy pronto” por este crimen. Y el presidente de Irán, Hasan Rohani, condena la ejecución del jeque Baqer al-Nimr por Arabia Saudí y la tilda de otro paso de Al Saud para instigar el sectarismo, el terrorismo y el extremismo en Oriente Medio. Durante la noche del 2 al 3 de enero, un grupo de manifestantes iraníes asaltaron la embajada de Arabia Saudí en Teherán y el consulado en Mashad. El Presidente iraní condenó el asalto y recordó que las legaciones diplomáticas están bajo la protección del Estado iraní y deben respetarse. Horas después el ministro de Asuntos Exteriores de Arabia Saudita "anuncia la ruptura de relaciones diplomáticas con Irán" y exige que los miembros de la "representación diplomática iraní se vayan antes de 48 horas".
La responsable de la diplomacia europea, Federica Mogherini, expresó su preocupación por el riesgo de una escalda de la violencia sectaria en el mundo musulmán tras las ejecuciones en Arabia Saudí, e instó a los líderes de la región a actuar de manera responsable para evitar más tensiones. Reiteró al ministro saudí de Asuntos Exteriores, el rechazo de la Unión Europea a la pena capital en todas las circunstancias y "deploró el ataque a la embajada saudí" el sábado en Teherán tras las ejecuciones de 47 personas en Arabia Saudí, entre ellas el clérigo chií opositor Nimr Baqir al Nimr.

## Vida personal
Su esposa murió de cáncer en 2012. Tenía un hijo y tres hijas que estudian en los Estados Unidos, salvo su hija pequeña que vive en Arabia Saudí.
Su sobrino, Ali al Nimr, también espera su ejecución por haber participado, cuando era menor de edad, en las protestas de 2011. El joven se enfrenta a la muerte por decapitación y la exhibición pública en una cruz de su cadáver decapitado.